# ラーナ (駆逐艦)
ラーナ（英語: INS Rana）は、インド海軍の保有する駆逐艦（Destroyer）である。艦番号はD52。

## 概要
ラーナは、インドからの発注に基づきソ連で建造された61-ME 設計の2番艦であった。
工場番号2202艦は、1976年11月29日にウクライナ・ソビエト社会主義共和国ニコラーエフの61人のコミューン参加者記念工場で起工、1981年9月30日には一時的にソ連海軍に編入され、グビーチェリヌイ（Губи́тельный）と命名された。これは、「破滅を齎す（もたらす）」といった意味を持つロシア語の形容詞である。1979年6月16日に進水、1981年9月30日に竣工すると、グビーチェリヌイは赤旗受賞黒海艦隊に配備された。その後、海上公試などを実施した。
1983年6月28日にはソ連海軍を除籍となり、インドへ引き渡された。インドにおいては、ラーナと改称された。
インド引き渡し後機関砲をAK-230からAK-630へ換装し、対空レーダーもMR-310U「アンガラーM」からオランダシグナール社製を国産化したRAWL-02へ換装した。